# Ntshepe Tsekere Bopape
Ntshepe Tsekere Bopape, connu sous le nom de Mo Laudi, est un artiste multidisciplinaire, commissaire d'exposition, compositeur, producteur et DJ sud africain, basé entre Paris et Johannesbourg.

## Biographie
Dès 2000, Mo Laudi crée des soirées sud-africaines à Londres, puis à Paris, spécialisées en musiques électroniques telles que la House sud-africaine, le Kwaito, la Deep House et l’Afro-House, ainsi que l'Amapiano, le Gqom et le Shangaan-électro. Compositeur et DJ, il réalise notamment des remix officiels avec Calypso Rose (Calypso Queen, 2017), Flavia Coehlo (Por Cima, 2017), Elida Almeida et Flavia Coehlo (Sou Free, 2018), Philippe Cohen Solal (AfroBolero, 2019), ainsi que des EP comme Avant Garde Club Music (2015) et Paris Afro House Club (2017) et Jozi Acid (2017). Il a aussi collaboré avec Jerome Sydenham, Myd, Naive New Beaters, Angélique Kidjo, Lazy Flow, Smadj, The Very Best, Radioclit, Weapons. Ses performances incluent les festivals Solidays en 2014 et 2018, Jazz sous les pommiers (2018), Montreux Jazz Festival (2023) ainsi que des musées et centres d’art dans le monde entier comme le Musée d'Ethnographie de Genève (2023).
En tant qu'artiste, Ntshepe Tsekere Bopape explore en particulier le son comme matériau, dans des environnements et des compositions sonores, des vidéos, des performances, mais aussi par la peinture, le collage et la sculpture. Une résidence à la Fondation Martell à Cognac le mène à collaborer avec l’artiste Zhuo Qi pour réaliser un ensemble de céramiques intitulé I Love Black People (2020).
Son travail artistique a été exposé entre autres au Centre Pompidou à Paris en 2019 dans l’exposition d'Ernest Mancoba, au Grand Palais à Paris en collaboration avec Sammy Baloji en 2021, à la Biennale de Dakar en 2022,, au Château d’Oiron et à la chapelle Jeanne-d'Arc de Thouars (2023). Sa première exposition personnelle, Dance of the Ancestors, a lieu à The Over à Barcelone en 2023,.
Globalisto. Une Philosophie en mouvement, l’exposition dont il est commissaire en 2022 au Musée d’art moderne et contemporain de Saint-Étienne, donne une nouvelle perspective sur son travail de recherches sur un monde sans frontière et d’un point de vue panafricain,.